# 中共中央东北局
中共中央东北局是第二次国共内战时期及中华人民共和国成立初期负责中国东北地区的中国共产党领导机构。

## 历史

### 彭真时期

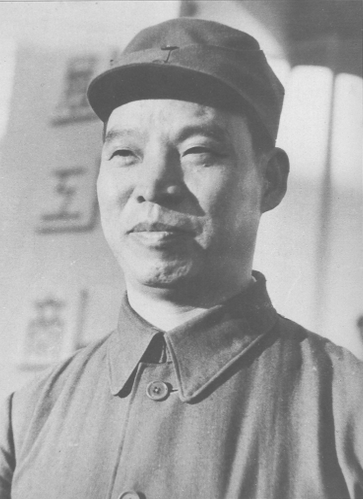
1945年9月，时任中共中央东北局书记的彭真

抗日战争结束后，东北被苏联红军占领。时局此时非常复杂，国共双方都急欲在苏联撤军后独占东北。由于国军主力集中在中国西部地区，无法在短时间内到达东北，而中共在河北建有冀热辽抗日根据地，因此捷足先登。1945年9月6日，冀热辽军区第十六军分区司令员曾克林率八路军进入沈阳，随即成立了沈阳卫戍司令部，开始接收日军装备。1945年9月13日，中共中央决定成立东北局，任彭真为书记。1945年9月15日，曾克林乘坐苏军派出的专机飞抵延安。当天下午中央政治局在杨家岭召开会议，并听取了曾克林的汇报，当晚又通过电报将情况报告给正在重庆谈判的毛泽东、周恩来。据此，中央最终确定了“向北发展，向南防御”的战略决策。中共中央在1945年9月15日决定由彭真、陈云、程子华、伍修权、林枫组织中共东北中央局，彭真为东北局书记，“东北局全权代表中央指导东北一切党的组织及党员的活动，东北一切党的组织和党员必须接受其领导”的决定。当日，彭真、陈云、叶季壮、伍修权等乘坐苏联飞机飞往沈阳，飞机在山海关机场降落加油时意外冲出跑道栽进麦田，除陈云外其他人都受到不同程度的伤害:128。随后彭真等人改乘火车，于9月18日抵达沈阳，开始着手与中国国民党争夺东北:125。此后，中共中央又从全国各战略区调集十一万部队和两万干部（包括中共中央委员、候补中央委员22人）进入东北，并由林彪指挥前线。
1945年10月12日，东北局宣布组建中共辽宁省工委、安东省委、沈阳市委，并任命了主要领导干部：辽宁省工委书记为陶铸，副书记兼组织部长白坚，组织部副部长饶斌，民运部长张逢时，辽宁省政府党团书记兼省政府副主席朱其文，辽宁省政府主席兼辽宁省保安司令张学思，辽宁省工业管理委员会主任兼党团书记吕东；辽宁省工委委员为陶铸、白坚、张学思、朱其文、饶斌、张逢时、吕东、孔原、陈郁、汪金祥、邓华。
1945年10月31日，中共中央将所有进入东北的共军整编为东北人民自治军，林彪任总司令，彭真、罗荣桓任政治委员。11月，国军突破山海关，并占领葫芦岛、锦州等地。11月20日，中央指示东北局：“迅速在东满、北满、西满建立巩固的基地。只要我能争取广大农村及许多中小城市，紧靠人民，我们就能争取胜利。” 苏联红军也命令沈阳的中共机关限期撤离，彭真即率领中共中央东北局罗荣桓、肖劲光、伍修权、林枫、凯丰等人于11月23日离开沈阳抵达本溪，进驻工字楼29号楼；彭真、罗荣桓、肖劲光、伍修权等人在本溪组成了“后总”。1945年11月25日，陈云、李富春、陶铸、邓华、白坚等在张学思住的小楼里举行一个重要会议，决定陶铸和邓华带部分干部和部队去法库，组成辽西省委和辽西省军区；26日张学思和辽宁省工委书记白坚带另一部分干部和部队，辽宁省委迁至本溪湖东山（即今天的溪湖区铁工街5组73号楼），辽宁省政府机关迁至本溪湖河东小学（即今天的二十八中学所在地），组成辽宁省委、辽宁省政府和辽宁省军区，张学思任省委常委、省政府主席、省军区司令员，白坚任省委书记和省军区政委。东北银行辽宁省分行、东北书店、东北日报社、东北文工团也来到本溪。
1945年11月29日在北满工作的陈云、高岗、张闻天联名给中共中央和东北局发报《对满洲工作的意见》，指出“我独霸满洲的可能性是没有的”，应该“有计划地迅速地将武装力量及干部分散到广大乡村”“建立广大的巩固根据地”，反对“留恋大城市”。
1945年11月组建北满、西满、东满分局，陈云、李富春、林枫分任分局书记，按照中共中央“让开大路，占领两厢”的指示，在背靠朝鲜、蒙古、苏联的地区建立中共根据地。
1946年1月14日，东北人民自治军改称东北民主联军。同月，东满分局改称中共吉辽省委。1946年1月罗荣桓去大连治病。
1946年2月，东北大学在本溪创立，辽宁省政府主席张学思任校长。
秀水河子战斗后，东北民主联军司令员林彪于1946年2月27日回到抚顺。1946年3月6日至8日，彭真在抚顺“七条小学旧址”（今为抚顺五十中学，市级文物保护单位）主持召开东北局和东总干部会议，即“东北局抚顺会议”。彭真、林彪、吕正操、肖劲光、肖华、林枫、陈正人、凯丰、伍修权、周桓、何长工、唐凯等人参加了这次会议。会议传达了中共中央关于《建立巩固的东北根据地》的指示，研究了东北地区的形势。彭真总结了东北局前段的工作，对今后的工作提出了要求。林彪在会上作了长篇发言。就“和战问题”、“作战方针”“城乡关系”“建军问题”展开激烈讨论。会上，林彪在发言中除就时局和作战等问题提出意见外，对东北局的工作提出了批评，认为东北局“没有一个比较突出的、一切工作的出发点”，“东北局没有战争观念”，“发动群众不敢放手，有右的倾向”。林彪提出丢掉和平幻想，应做长期斗争准备；在战术上提倡“村落战、夜间战、平原战”，“不是守城和攻城，主要是野战”；到远离大城市和铁路线的广大农村去建立根据地，“凡愈靠近城市与铁路的地方，人心愈浮动，群众愈难争取；而这一带亦往往首先失掉，使群众工作的建设白费力气，距城市与铁路线愈远的地方，人心愈巩固，群众工作愈易发动，且敌来的可能少，故愈易成为巩固的后方”；在建军问题上，坚决反对采取“委任制”不区分成份，大量收编伪军的做法。会上，“肖劲光表示同意林彪报告的基本思想，即‘和平需要战争’”。萧华指出“（和平）思想对我创造根据地是有害的”、“关于战争指导问题，今天主要是运动战，辅以游击战”。何长工讲“培养拳头问题，军区唯有主力（拳头）才能打的住敌人，对主力要经常保持满员”。唐凯发言“无论地方干部和部队干部，在思想上都没有长期的想法，各部门也同样表现了没有战争观念”。陈正人讲“我们今天的战术主要是运动战”、“破坏敌人后方，放手发动群众”。会上吕正操说：“中央有个指示，东北的局面是和平，但必须经过战争”；“但东北局的指示究竟以和平为主或以战争为主，我是一个疑问”。在北满的陈云、高岗、张闻天等未到会。会前陈云代表北满分局致电东北局：“东北局是否已经下决心放弃大道，占领两厢？如已下了决心，就应当迅速把一部分主力部队分散到农村进行剿匪和土改。”在平壤养病未参加会议的罗荣桓也写信指出“东北战争要做长时间准备，不要把和平估计太急”，“就是和平也需要有本钱”，批评了“和平幻想”。3月8日林彪又发言作了自我批评：“我在发表意见时，提到东北局没有战争观念是不对的，而是时间长短问题，这个我说发动群众不敢放手，只是由于补充兵源上得到的印象”。
之后因国军进攻抚顺，1946年3月13日，彭真、林彪率东北局和东总从抚顺移驻海龙县梅河镇。当晚，彭真和林彪听取中共北满分局委员、北满军区司令员高岗汇报北满的工作。 从3月21日至4月21日，东北局在梅河口召开多次重要会议。其中4月10日至13日的会议史称“东北局梅河口会议”会议主要研究决定长春战役是否进行的问题，并特意请林彪参加。林彪以四平前线战事紧为由没有来参加会议，并表示前方四平大战在即，难以抽出更多的兵力来攻打长春这样城防坚固的大城市。彭真起草致中共中央和林彪电，提出“集中全东北一切可能调用的兵力，在沈阳与长春之间铁路沿线上进行反复的争夺战，大量消灭敌人，力争阻止敌人于四平以南地区，以便确保以哈、长为中心的北满全部于我手中。各军区应抽最大限度的兵力参加此次有关东北全局的大会战。此次作战为决定我党在东北地位的最后一战，望空前动员全党全军以最大的决心，不惜任何牺牲，争取这次作战的决定胜利。”会议最终决定先打长春，后打四平的战略部署。会议还从时局的变化研究东北当前工作，对如何打仗、肃清土匪、肃清敌伪残余，怎样搞好练兵、做好群众工作，做了研究和部署。东北局决定迅速占领长春、哈尔滨和齐齐哈尔，确保控制北满。4月共军部队顺利占领三座城市。中共中央东北局梅河口会议会址为和平街的一座二层楼，二楼一间不足30平方米的小会议室即是东北局会议室。从1947年夏开始该楼成为梅河口铁路地区的办公楼。1987年被列为吉林省重点文物保护单位。1993年被通化市委、市政府批准为爱国主义教育基地。2005年为中共梅河口市委党史教育基地。2019年10月16日中共中央东北局梅河口会议会址被公布第八批全国重点文物保护单位。
1946年4月22日，彭真率东北局东总、东北局机关从梅河口镇和海龙镇向长春转移，于当天下午7时到达吉林，将大部机关留在吉林市，23日率部分机关人员进入长春市。
1946年4月国军调孙立人新一军、廖耀湘新六军、陈明仁第七十一军等精锐北上，由白崇禧、杜聿明指挥。1946年4月27日，四平战役第一阶段结束，林彪致电毛泽东，提出将高岗抽出，来前方代理病重的罗荣桓；毛泽东于5月1日致电林彪：“前线一切军事政治指挥，统属于你，不应分散。如因工作繁忙，需人帮助，则可考虑调高岗等来助你。”林彪在1946年5月10日向东北局并中共中央提议高岗代理罗荣桓任第二政委，提议彭真及东北局的工作“除一般的领导和各种政策的领导外，其次为财政经济工作”。中共中央于5月12日致电东北局并林彪：“照林彪电以高岗代理罗荣桓为第二政委……此事如东北局同意，望速通知高岗。”尽管林彪、陈云建议撤出长春，彭真主政的东北局在中共中央的坚持下决定坚守长春，林彪被迫率领东北民主联军在四平阻击国军精锐，最终不敌溃败。在四平撤退后的1946年5月19日东北局范家屯会议，出席会议的有彭真、林彪、罗荣桓、周保中、萧劲光等；会上，林彪和罗荣桓反对“继续坚守长春”，要“象保卫马德里一样保卫长春”，认为“长春、吉林不利于防守，防线又宽”“主力部队现在已很疲劳，减员严重”，坚持“放弃长春、吉林等城，撤过松花江以北”。东北局最终接受林、罗的意见，由林彪在前线组织部队，东北局机关这才开始从长春撤往哈尔滨。1946年5月21日，东北局由长春撤至哈尔滨。5月25日彭真在哈尔滨主持召开会议，林彪没有参加。会议经过讨论，于5月26日向中共中央建议：东北局与北满分局合并，西满分局保留。关于东北局、东总领导人分工的意见是：林彪在前方，由罗荣桓统一领导后方军事，陈云分管财政经济，高岗分管剿匪与兵工建设……彭真兼管军政工作……对林彪在东北局的职务，没有提出具体意见。。

### 林彪时期

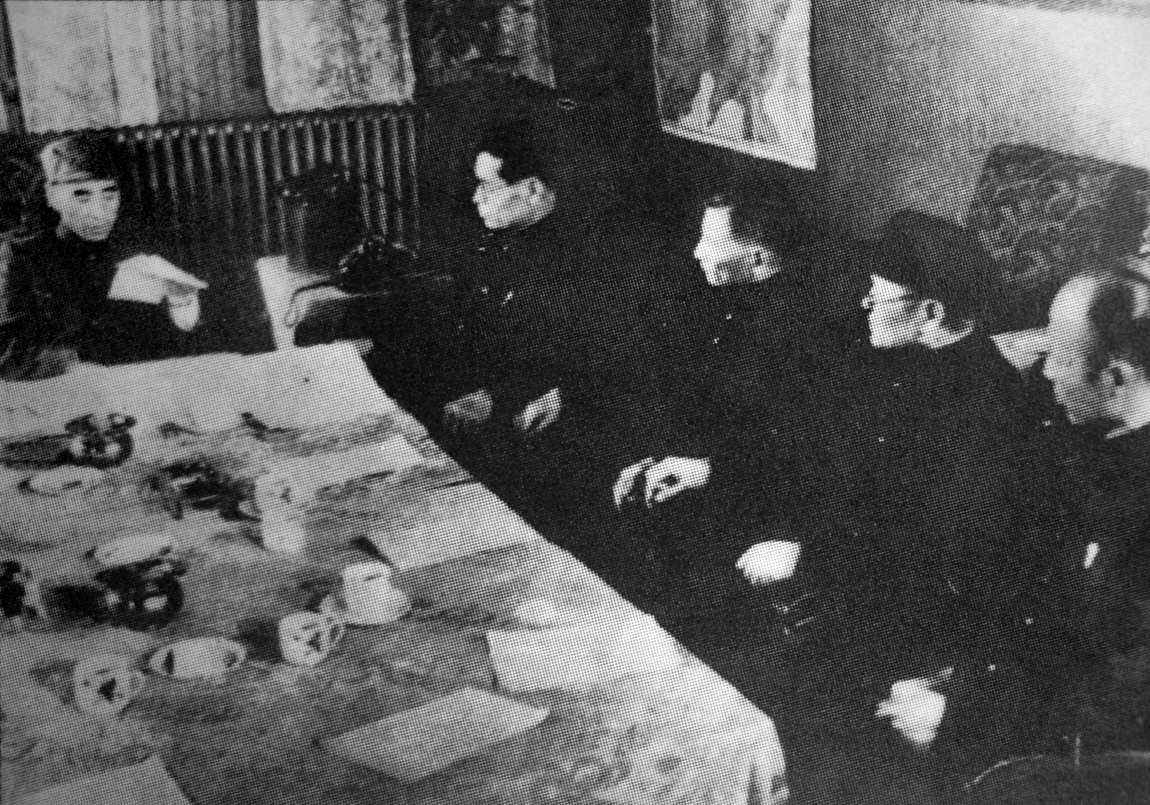
1946年，中共中央东北局扩大会议。左起：林彪、高岗、陈云、张闻天、吕正操

1946年6月16日，中共中央向东北局发出由刘少奇起草，经毛泽东修改的关于东北局主要领导干部重新分工的决定电报：“目前东北形势严重，为了统一领导，决定以林彪为东北局书记、东北民主联军总司令兼政治委员，以彭真、罗荣桓、高岗、陈云四同志为东北局副书记兼副政委。并以林、彭、罗、高、陈五人组成东北局常委……”。。1946年7月3-11日，在哈尔滨召开东北局扩大会议，这个会议通过了《七七决议》，号召干部下乡，巩固农村根据地。随后，东北共占区开展了土地改革运动，尽管出现了“左”的偏差，但最终得以纠正。由于林彪主要负责前方作战，东北局的日常工作由高岗主持:191。
1946年10月，国军通过“南攻北守，先南后北”的方针，派遣十万部队进攻南满。至11月下旬，中共南满根据地仅剩下临江县、长白县、抚松县、濛江县、辑安县五座小县，形势对中共十分不利。中共中央东北局决定派遣陈云、萧劲光、萧华成立南满分局，陈云任分局书记。其后，东北民主联军进行了三下江南、四保临江战役，此战役的结束标志着国共双方在东北战场上攻守局面彻底改变。
1947年5月下旬，东北国共内战转入全面反攻阶段，中共中央对东北党政军领导机构做了调整。彭真调离东北局，到中央工委工作，旋即出任中共晋察冀中央局书记。东北局委员除原有的中央委员、候补中央委员20人（林彪、罗荣桓、高岗、陈云、李富春、张闻天、林枫、蔡畅、李立三、王稼祥、黄克诚、王首道、谭政、肖劲光、程子华、陈郁、万毅、乌兰夫、吕正操、古大存）和伍修权外，增加5人（周保中、凯丰、萧华、刘亚楼、汪金祥），由26人组成中共东北局委员会，其中林彪、罗荣桓、高岗、陈云、李富春、张闻天、林枫为常委，林彪为书记，罗荣桓、高岗、陈云为副书记，高岗兼任秘书长；成立中共中央军委东北军分会，主席林彪，副主席罗荣桓，委员有高岗（兼任东北民主联军副政委）、谭政（东北民主联军政治部主任）、刘亚楼（东北民主联军参谋长）、萧劲光（东北民主联军副司令员兼辽东军区司令员）、程子华（冀察热辽军区司令员兼政委）；成立东北行政委员会党委会，书记陈云；成立以陈云为主任、李富春为副主任的东北财经委员会。
1947年9月，撤销西满分局，李富春调东北局工作。1948年1月，东北民主联军总部改称东北军区兼野战军指挥部，4月撤销南满分局，8月组建了独立的东北野战军领导机关。9月，东北野战军发动辽沈战役，歼灭国军47万人，攻占东北全境。此后，林彪入山海关作战，东北的工作由高岗主持。
1949年3月13日毛泽东在中共七届二中全会上评价说：“东北局领导下的工作很有成绩。吃了苦，走了路，东北全部到手，很庆幸。七大以后，全党全军，用脚走到东北，大约半年到七个月的时间，有偏差，我们开头也不了解。山海关、锦州守了两星期，消灭敌人在锦州与沈阳间，也是这么希望的。后来林彪说不行，无枪、无粮、无政权、无经费、无鞋，老百姓正统观念。于是让开大路，占领两厢。这是陈（云）、高（岗）、洛（甫）的主张。中央接受了。指示他们执行了，集中起来，胜利了。...，舍不得大城市，那是不对的。不要说路线错误，因为时间不长。”

### 高岗时期
高岗任东北局第一书记、东北人民政府主席、东北军区司令兼政委等职务，成为当时六个大区唯一一个身兼党政军四大要职的领导人，是名符其实的“东北王”。鉴于东北局主要负责人林彪、罗荣桓已随大军进关，陈云即将到中央工作，中共七届二中全会期间，1949年3月11日，中央对东北局的领导班子作了新的调整，高岗出任东北局书记、东北行政委员会主席和东北军区司令员兼政委（1949年5月东北局正式通知所属各省、市委），东北局其他常委有李富春（副书记）、张闻天（辽东省委书记）、林枫（主管政府工作）、张秀山（组织部长兼秘书长）、李卓然（宣传部长）。凯丰、周桓、汪金祥、刘锡五为委员。
1949年4月6日，东北局召开高级干部会议，传达中共七届二中全会精神。出席会议的有各省委书记、东北行政委员会各部正副部长共80余人。4月13日至20日的东北高干会议讨论了辽东党内的历史问题并作了相应结论，有的省级领导批评临江战役中过分强调困难、在土地改革中过于左倾。陈云尽管做出自我批评，但也反驳了不符合事实的指责。高岗总结时，严厉批评白坚、林一山、刘建章，双方出现严重冲突。4月23日，东北局就高干会议对辽东历史问题向中央作出报告：“以陈云为首的南满分局坚持与贯彻了东北局的正确方针，扭转了辽东在一个时期内的严重形势，完成了党给予的任务，成绩很大；辽东的土改，成绩是基本的，只是对待中农的个别问题上犯了错误，但陈云已作了自我批评，并已经得到了纠正。”1949年5月13日，陈云离开沈阳，到党中央报到。
中华人民共和国成立后，高岗主政东北，组织恢复经济等工作，东北1949年粮食产量比上年平均增长20%左右，全年工业生产总值超过原计划4.2%，并成立了鞍钢:222-223。朝鲜战争期间，东北局负责志愿军后勤保障工作，受到彭德怀的高度评价。东北局还在东北率先开展三反运动，其经验被毛泽东推向全国。
1951年初，李富春调中央工作后的一段时间，东北局没有副书记。1952年秋，中央决定调高岗任国家计委主席，仍为东北党政军第一把手。1952年8月，中共中央任命高岗为东北局第一书记，林枫、张秀山为第一、第二副书记，免去李富春副书记职务，1952年11月，任命张明远为第三副书记。郭峰（原辽西省委书记）任组织部长，赵德尊（原黑龙江省委书记）任农村工作部部长。高岗指示，他走以后，由林枫主持东北局的工作，管全面，张秀山和张明远多注意财经工作。
1953年1月5日，为了即将施行的第一个五年计划，中央要削减地方权力，调高岗、饶漱石、邓子恢、邓小平、习仲勋等地方军政第一要员进京，史称“五马进京”，高岗调任国家计划委员会主席，东北局的工作由林枫主持。1952年8月，林枫任东北局第一书记, 第二书记张秀山，第三书记张明远，副书记邓华。此后，高岗因试图取代刘少奇而失势。1954年1月，中共中央发出针对高饶的《关于增强党的团结的决议》，2月，针对高饶的中共七届四中全会召开，“高饶事件”自此定案。	1954年3月25日，东北局召开东北地区党的高级干部会议，周恩相亲自来沈阳传达四中全会和中央高干座谈会精神。会议由林枫主持，周于3月27日作了关于四中全会决议和高饶问题的传达报告后翌日即回北京，罗瑞卿作为中央的观察员留下“指导”会议。 罗瑞卿和林枫在东北高干会作了总结性的发言。所谓“五虎上将”，指的是张秀山、张明远、赵德尊、马洪、郭峰五人。除前文所述张秀山时为东北局第二副书记、张明远为第三副书记外，赵德尊为东北局秘书长兼农村工作部长，马洪原为东北局副秘书长，1952年11月随高岗调中央人民政府国家计划委员会任专职委员、秘书长，郭峰为东北局组织部长兼党校校长，1953年11月调任中央组织部副部长（未到职），赵、马、郭均为东北局委员。给予撤销党内职务的处份。
1954年4月7日，中共中央政治局扩大会议决定撤销大区一级党政机关，各大区行政委员会随同各中央局、分局一并撤销。
1978年后，“五虎上将”全部平反，安排了相当省部一级的职务：
- 张秀山，任国家农委副主任，中顾委委员；
- 张明远，任国家机械工业委副主任；
- 赵德尊，任中共黑龙江省委书记、省人大常委会主任；
- 马洪，任中国社会科学院院长、国务院副秘书长，1982年在中共十二大上当选为候补中央委员，后任国务院经济技术社会发展研究中心总干事；
- 郭峰，任中共辽宁省委第一书记、中顾委委员。

### 重新设立
1960年7月北戴河工作会议拟定恢复各中央局。1960年9月中央政治局会议决定成立各中央局。1960年10月21日中共中央任命宋任穷为东北局第一书记，中央书记处给东北局的任务是：“工业支援全国；搞好农业；加强国防”。1960年10月29日周恩来在政治局会议上讲话，中央局的任务概括为：“统帅一切、贯彻一切、承上启下、顶上护下”。1961年1月18日，中共八届九中全会批准了1960年9月中央政治局关于成立六个中央局的决定。
第一书记宋任穷负责全面领导；欧阳钦任第二书记，负责常务和农业工作；马明方任第三书记，负责财贸和政法工作；辽宁省委第一书记黄火青、吉林省委第一书记吴德、辽宁省长黄欧东、沈阳军区司令员陈锡联任书记，喻屏、黑龙江省委书记处书记强晓初任候补书记，委员有沈阳军区政委赖传珠、冯纪新、关山复、周桓、白潜、王新三、倪伟、李范五、赵林等。黄火青负责工业工作，吴德负责宣传、文教工作，陈锡联负责国防、军事工作。后来，顾卓新于1963年4月从国家计委调到东北局任书记。1965年，赖传珠去世，白潜、冯纪新、关山复相继调离东北局，沈越任计委主任，倪伟任财委主任，喻屏和强晓初不再兼任组织部长和秘书长工作。东北局委员新增加了曾绍山、吴宝山、沈越、张树德、李治文、徐元泉、于林等七位。1966年1月，潘复生任东北局书记。1967年4月30日，沈阳军区撤走了东北局的警卫，群众组织进驻东北局。1967年8月6日，中共中央电告东北局，停止对东北各省、市的领导，集中力量搞好东北局机关的斗批改。1968年10月后，东北局一千名干部编成五七干校第十一大队到盘锦参加农业劳动。
- 秘书长：强晓初兼任，协助欧阳钦处理东北局书记处的常务工作
- 办公厅：副秘书长冯秉天兼办公厅主任
  - 政策研究室：1961年成立。内设综合组、工业组、农业组、财贸组。
- 组织部：部长喻屏兼。设办公室、一处、二处、三处。
- 宣传部：部长关山复。设办公室、文艺处、理论教育处、学校教育处、宣传处。
- 计划委员会：主任倪伟/沈越。设办公室、综合处、工业处、农林处、基建处、财金处、商业处、交通处、劳资处、文教卫生处。
- 经济委员会：主任王新三。设办公室、政治处、综合计划处、财务处、冶金处、机电处、轻化工处、燃料处、建材处、三类物资处、仓库管理处。
- 农村工作委员会：主任冯纪新。设办公室、农机处、人民公社处、科教处、生产处、农场处、安置办公室。
  - 东北局安置城市下乡青年领导小组办公室：1964年6月22日-1965年12月。
- 财贸工作委员会：主任白潜/倪伟。设办公室、商业处、粮食处、财政银行处、轻工业处、基层工作处。
- 工业交通政治部：1964年3月成立。管理工交企业政工党建。设办公室、组织处、宣传处、群众工作处。
- 工业部
- 交通工作部
- 财经小组
- 直属机关委员会：设有办公室、组织部、宣传部、监委、团委。
- 中共中央监察委员会驻东北局监察组：1963年4月1日设立。设办公室、审理处、监察处。
- 东北局科学技术委员会：1961年12月3日成立。设办公室、一处、二处。
- 东北局政治研究室：1964年成立。政治理论研究机构。受中央政治研究室与东北局领导。
- 东北局减少城镇人口和精简职工领导小组办公室（东北精简办）：1961年-1963年。

## 机构组成

### 内设机构
- 书记：
  - 彭真（1945年9月15日-1946年6月16日）
  - 林彪（1946年6月16日-1949年3月11日）
  - 高岗（1949年3月11日 -1952.8，第一书记1952.8-1954.4）
- 副书记：
  - 彭真（1946.6.16-1947.5.2）
  - 罗荣桓
  - 高岗（1946.6.16-）
  - 陈云
  - 李富春（1949年3月11日-1952.8）
- 常委：
  - 1946.6.16：林彪、彭真、罗荣桓、高岗、陈云5人
  - 1948.5.31增加张闻天、林枫2人
  - 1949.3.11高岗、李富春、张闻天、林枫、张秀山任常务委员；1949.5.15任命李卓然为东北局常务委员。
  - 后增加张明远（1950.5）、汪金祥（1953.4）、顾卓新（1953.4）、邓华（1954.3）、黄欧东（1954.5）、周桓（1954.5）、高扬（1954.5）
- 委员：
  - 1945年9月15日中央任命了五名委员：彭真、陈云、程子华、伍修权、林枫。
  - 1945年10月19日周保中被任命为东北局委员
  - 1946年6月调整东北局委员名单为19名中共七大中央委员和中央候补委员。其中，政治局委员彭真、陈云、高岗、张闻天；中央委员林彪、李富春、罗荣桓、林枫、李立三、蔡畅；候补中央委员谭政、陈郁、吕正操、万毅、黄克诚、肖劲光、程子华、王首道、古大存。周保中、伍修权等不再是东北局委员。
  - 1947年5月东北局会议上做过委员增选，在原有20个委员（即21名中央委员和中央候补委员，其中彭真1947.5.2调走）基础上增加了6个人：萧华、伍修权、周保中、凯丰、刘亚楼、汪金祥
  - 云泽（乌兰夫）
  - 王稼祥1947年3月回国。1947年9月16日成为东北局委员。
  - 1948.5.31增加林枫
  - 1949.3.11增加张秀山、李卓然、叶季壮、刘锡五、
  - 1950.5增加张明远、王鹤寿
  - 1950.7增加贺晋年
  - 1950.8增加顾卓新、张维桢、张启龙
  - 1951.5增加欧阳新
  - 1952.9郭峰、马洪
  - 1953.4赵德尊、黄欧东
  - 1954.3增加邓华
  - 1954.5增加周桓、高扬
- 秘书长
  - 高岗（1946.6 -1949.3.11）
  - 罗荣桓代理东北局秘书长处理日常工作（1947.9.22-1948.3.2)
  - 张秀山（1949.3.11-1950.8)
  - 张明远(1950.8-1953.4)
  - 赵德尊(1953.4-1954.4)
  - 黄欧东(1954.4-1954.11)
- 副秘书长：张明远、马洪、薛光军、张树德
- 办公厅：主任|张明远 副主任马洪
- 组织部：部长林枫/张闻天/张秀山/郭峰/高扬，副部长张明远/陈伯村/郭峰/喻屏/李正亭，干部科长李之琏
  - 东北党校：校长张秀山/郭峰，副校长李梦龄/刘子载
- 宣传部：部长凯丰/王稼祥代理/李卓然，副部长古大存/郭述申（1947.10-1949.9）/李大章/刘芝明/刘子载。秘书长李常青
  - 《东北日报》：1945年11月1日创刊，报头由吕正操题写。由于斗争形势的需要，报纸上所标社址为山海关，由于当时沈阳市面上十分混乱，报社地址保密，对外悬挂“文化社辽宁省教材编审处”牌子，发行范围限于沈阳市内和邻近地区。社长李常青/李荒，副社长廖井丹/殷参，总编辑李荒。1945年11月23日，应苏军的要求《东北日报》跟随东北局撤出沈阳，到达本溪后于12月5日复刊。在本溪办到1946年2月2日，共出了40期日报和8期号外。在梅河口办报从1946年2月7日起，到4月22日止。1946年4月28日《东北日报》在长春复刊，并开始使用毛泽东的题字作报头。1946年5月28日在哈尔滨复刊。1946年12月18日更换毛泽东亲自写的新报头。1948年12月12日迁沈阳出版。1954年8月31日终刊。[19]
  - 东北书店：总店总经理李文，副总经理周保昌、卢鸣谷。1945年11月 7日在沈阳成立。1946年夏在佳木斯建总店；1947年4月总店迁至哈尔滨。总店设编辑、出版、发行、经理4个部。东北国共内战期间有201个分支店。1949年7月，改名东北新华书店。1951年1月，东北新华书店的编辑与出版部门改制为东北人民出版社，印刷部门改为长春新华印刷厂、沈阳新华印刷厂，发行部门改为新华书店东北总分店，总经理室改为东北人民政府出版局。
  - 大学工作委员会(1948.8-)郭述申兼主任
  - 新华社东北总分社：社长高戈
  - 党报委员会（1951-）
- 农村工作部（1953.4-1954.4）：部长赵德尊，副部长杜者蘅/王录
- 民运部：副部长李大章
  - 土改巡视小组：组长李大章兼，成员10人：漫画家华君武、儿童文学家严文井、大连市委书记宋黎、县委书记谭云鹤，徐冰，黄正夏等。任务是现场调研各省推荐的较好的土改典型，好的经验可以推广，发现有问题的向领导提出建议。
- 城市工作部/统战部(1950.1)：部长彭真兼（1946-1947）/王稼祥（1947.5-1949.3）/陈郁/林枫，副部长李大章/关山复
  - 二室：副主任杨实人
  - 辽南省委城工部
  - 长春工委：1947年12月中旬，东北局委派杨实人（曾任九台县委书记），带领两名干部和两个连的武装战士200多人来到九台，对长春工委的选址进行考察。1948年2月，中共长春工作委员会（简称长春工委，亦称中长政治部）在九台正式成立，杨实人任工委书记，赵东黎任工委组织部长，马鸿新任工委宣传部副部长（后任宣传部长兼民运部长），陈少中任武装部长，陈泊任保卫部长，江含（城工部五棵树联络站站长）任秘书处处长。1948年3月22日，长春工委在九台召开第一次全体委员会议
- 国军工作部：1946年5月成立。部长李立三
- 社会部：部长汪金祥、第二部长邹大鹏，副部长冯铉、陈龙
- 民族部（1945年末设立)：部长李初黎。
- 东北局财经委员会：1946年8月中共东北中央局成立，对外称东北财经办事处，分管财政经济和后勤工作的东北局副书记陈云兼任主任。1948年6月东北局财经委员会并入东北行政委员会。1948年10月明确东北财经委员会亦党亦政，党政双方均设，但为一个机构。[20]
- 财经工作部（1953-1954.8）：部长张明远/郭卓新，副部长薛光军/李正亭/喻屏
- 纪律检查委员会（1949.10-1954.8）
- 职工委员会：书记李立三
- 青年委员会：书记韩天石/章泽，副书记章泽/杨海波
- 妇女委员会：书记蔡畅/李卓然/郭明秋
- 国际活动指导委员会
- 生产委员会：1947年2月成立，主任彭真兼，副主任由陈云（东北局副书记分管财经）、李富春（东北军区后勤副司令）、王首道（东北行政委员会工业部长）、陈郁兼任，秘书长伍修权（东北军区参谋长分管兵工生产），副秘书长张珍。首先由陈郁深入北满，恢复和发展鸡西、鹤岗等大型煤炭基地的生产。
- 敌区工作委员会：1947年9月设立。统一指导城工部、社会部、情报部及联络部的工作。
- 国军工作委员会：1946年6月成立。
- 滇军工作委员会：1947年4月设立。
- 东北局驻朝鲜办事处：1946年7月朱理治和萧劲光赴平壤组建。1946年9月萧劲光回国，朱理治为东北局全权代表。对外称“平壤利民公司”，驻平壤市大同江西岸沿江大街钗贯里104番地的一栋四层大楼。内设秘书、商务、运输、会计、总务等职能部门。在南浦、新义州、满浦、罗津设立4个分办事处，对外称“平壤利民公司某地分公司”。1948年10月朱理治回国，办事处改为“东北行政委员会驻朝鲜商业代表团”。

### 北满分局
1945年11月2日，中共中央决定组织北满分局，由陈云任书记，任务为控制北满各地，组织军队，建立政权，发动群众，镇压反革命，巩固东北后方。11月16日北满分局在哈尔滨成立。领导5个省委和一个市委：松江省委、黑龙江省委、嫩江省委、合江省委、牡丹江省委和哈尔滨市委。11月23日撤出哈尔滨，进驻宾县（今宾县教育局院内一座由三间正房组成的青砖灰瓦建筑为北满分局机关所在地，“中共北满分局旧址”）。1946年6月中旬，北满分局并入东北局。黑龙江、嫩江两省划归西满分局领导（已从郑家屯迁到齐齐哈尔），松江、合江、牡丹江三省及哈尔滨市由东北局直接领导。
- 分局书记陈云兼北满军区政委/高岗
- 分局副书记高岗兼北满军区司令员
- 分局委员：1945年11月只有五名委员：陈云、高岗、张闻天、张秀山、李兆麟。
- 分局社会部长陈龙
- 哈尔滨市委
  - 书记张平化/钟子云
  - 副书记钟子云
  - 常委朱其文（市长）、刘达（副市长后为市长）、饶斌、刘彬、刘英、张维祯、林可泽、蒋南翔、宋一平、郑依平、陈龙、唐景阳
  - 组织部长饶斌、林可泽
  - 宣传部长蒋南翔、吴铁鸣（1948年10月～1949年5月）
  - 社会部长毛诚
  - 保卫部部长陈龙
  - 民运部代部长宋一平

### 西满分局
1945年11月27日，东北局致电中共中央，报告成立西满分局及干部配备情况。11月29日中央复电同意。1945年12月6日东北局发出《东北局关于组织西满分局的决定》。西满分局在郑家屯建立。管辖中长路沈阳至陶赖昭以西的洮南、开鲁、阜新、双山、扶余、三肇、安达、嫩江、齐齐哈尔及以北的北安、黑河等地，人口770万。西满军区下辖4个省军区（辽西、辽北（后吉江，又分出嫩南）、嫩江、兴安）、新四军第三师、东北军大西满分校，总兵力6万人。1946年3月进驻洮南。1946年4月30日进驻齐齐哈尔。1946年下半年辖四个省：嫩江省（省会齐齐哈尔）、黑龙江省（省会北安）、辽吉省（省会白城子）、兴安省（省会乌兰浩特）。1947年东北夏季攻势结束后，整个西满地区完全连成了一片，黄克诚向中央和东北局建议，将西满分局和西满军区撤销，把原来由西满分局领导的各省的工作，集中到东北局直接领导，以便更有力地支援前线作战。1947年8月，中央军委任命黄克诚为东北民主联军副司令员兼后勤司令员，统管整个东北我军的战勤工作。1947年9月30日西满分局结束。
- 书记：李富春（兼西满军区政委）、黄克诚（1947年3月代理书记）
- 副书记：
  - 吕正操（西满军区司令员，1946年2月赴抚顺参加了东北局梅河口会议，兼任东北民主联军副司令员，以后不在西满工作）
  - 黄克诚（西满军区副司令员兼副政委，1946年1月率领新四军三师抵达阜新地区，开始担任西满分局副书记。三师与西满军区合并，任西满军区代理司令员，主持西满军区工作）
- 常委：李富春、吕正操、张平化、古大存（1946年5月）、郭述申（1946年5月）、倪志亮（1946年12月）
- 委员：[李富春]]、吕正操、张平化、陶铸、孔原、倪志亮、郭述申、邓华、曹里怀、郭峰，陈沂（增补）、王鹤寿（增补）、于毅夫（增补）、阎宝航（增补）、刘生标（增补）
- 组织部：部长郭述申
- 宣传部：部长陈沂兼西满军区政治部副主任
  - 西满日报社：社长王阑西
- 民运部：部长张平化兼蒙古工作部长兼西满军区政治部主任，副部长刘彬
- 秘书长：古大存（1946年7月率中央党校学员组成的第三批赴东北工作大队抵达齐齐哈尔）
- 辽西军区：驻法库。司令员邓华，政委陶铸（省委书记兼）
- 辽北军区：驻梨树县。1946年1月12日奉命迁驻洮南。司令员倪志亮，政委郭述申（省委书记兼）
- 洮东军区：以吉林军区吉黑纵队为基础，驻扶余。司令员曹里怀，政委孔原，副政委郭峰
- （东）蒙古工作委员会：书记张策
- 财经委员会：主任李富春兼，副主任邵式平

1945年12月20日，中共中央致电东北局《中央关于加强西满工作的指示》：

加强西满分局，以李富春为书记兼西满军区政委，以黄克诚为副书记兼副政委，以林彪兼西满军区司令，吕正操、李运昌为副司令。由李（富春）、黄（克诚）、林（彪）、吕（正操）、李（运昌）再加张平化组织西满分局常委，其他委员不变。由西满分局全权的也是负全责的统一指挥与领导哈尔滨营口以西，哈尔滨、昂昂溪以南及热河东部地区内之一切党政军民工作。在热河东部与冀热辽分局辖区分界线及铁路管理问题，由西满分局派人携带意见到承德与程（紫花）、肖（克）、罗（瑞卿）商定电告。吕、李立即到林、黄处工作，组织分局岭机关。在吕、李未到前，由林、黄召集会议，立即部署法库、彰武及热河东部地区的工作，不必等待。

1946年1月3日西满分局在郑家屯举行第一次会议。制定了发动群众、整编部队、消灭土匪、有计划地解决财经问题4项主要任务；提出剿匪锄奸反霸、土地改革、控制中小城市和次要交通线、开展东蒙工作等4项工作计划。
西满分局为贯彻中央提出的建立巩固的东北根据地的指示，经请示东北局，成立了西满清算动员委员会。分局同时发出了《关于发动群众反奸清算运动的指示》，指出争取东北的当前急务，就是要放手发动东北人民，以东北人民自己的力量，最彻底地摧毁日伪法西斯的统治，同时也就是削弱与国顽结合的社会基础。发动东北人民的第一个基本环节，就是广泛地发动各地人民进行反日伪统治的清算运动，从清算日伪的公产、公款到清算借日伪政治经济势力作恶、发财，为人民所痛恨的日伪战犯、汉奸、特务分子。运动中可以环绕解决组织人民、建立人民政权、扩大人民武装、解决财经诸问题。要使清算运动成为各地城市与乡村的各阶层人民的统一战线的广大群众运动。至1946年3月四平街战事扩大，反奸清算运动结束。
1946年3月以吉江军区机关和嫩江军区四分区组建嫩南军区。司令员倪志亮，政委郭述申。在扶余组建新的吉江军区，司令员兼政委兼省委书记刘震，参谋长沈启贤。
1946年4月初，中共西满分局书记李富春到白城子。此时吕正操调东北民主联军总部工作，负责铁道和外事，兼任东北铁路总局局长兼政委；黄克诚继任西满军区司令员。4月中旬西满分局在白城子开会，决定4月25日进攻齐齐哈尔，同时布置了作战计划；王明贵领导的嫩江军区部队从北面、西面进攻；郭维城领导的西满护路军从南面进攻；新四军三师特务团、东北民主联军七师十九旅副旅长靳虎率领的部队从东面进攻。 原隶属北满分局的嫩江省划归西满分局。4月成立兴安省和兴安军区，驻王爷庙。
5月5日，西满分局决定，由郭维城率领护路军第六团的四个连和嫩江军区警一旅三个连，乘专列接管苏军撤退后的滨州西线，并进驻接管了呼伦贝尔自治政府，打通了到苏联的运输线。
6月7日，吉江省并入辽西省改称辽吉省。6月10日，隶属北满分局的黑龙江省（驻北安市）回归西满分局。至此，西满分局辖辽吉、兴安、嫩江、黑龙江4省，770万人。
1946年6月底7月初，国军已占领长春、通辽、长岭、前郭，逼近洮南。西满分局准备撤退到黑河。西满军区司令员黄克诚、政委李富春安排郭维城率两个团在大兴安岭以西的海（拉尔）满（洲里）地区坚持活动。
1947年9月，由于西满和北满连成一片，东北局决定撤销西满分局。

### 吉辽省委（东满分局）
1946年1月12日，东北局做出《关于辽北省与吉林省合并的决定》，将辽北省、吉林省在中长铁路以东各市、县和安东省通化地区各县、市合并，建立东满分局和东满军区（吉辽省委和吉辽军区）。1月21日至23日,林枫在海龙镇召开东满党政军主要负责人参加的海龙会议，宣布：在吉林省工委的基础上组建中共吉辽省委(亦称“东满分局”),林枫兼书记,张启龙任副书记；将吉林军区扩建为吉辽军区(亦称“东满军区”),周保中任司令员,林枫兼政委。2月8日，吉林省工委、军区由永吉县岔路河迁至磐石，与林枫所率人员会合，中共吉辽省委、吉辽军区正式组成。1946年2月，东满铁路管理局在梅河口成立，3月迁至吉林市，5月撤至图们，后并入牡丹江铁路管理局。4月15日，吉林省政府、中共吉辽省委自磐石迁入吉林市。4月20日,林枫在刚刚解放的长春主持召开了吉辽省委第一次扩大会议，认为“我们在东北基本已占优势”，东北局指示当前口号“确保长春”，会议决定组成长春市警备司令部,周保中兼司令员,林枫兼政委。5月27日，驻吉林市党政军机关撤出吉林市，吉辽省党政军机关撤到敦化，吉林分省委及所属部队撤往舒兰。 
- 书记：林枫
- 副书记：张启龙
- 吉东省分委：2月下旬，中共吉东分省委建立。唐天际任书记、辖区为延吉、和龙、汪清、珲春、安图、敦化、蛟河、额穆等县。 5月1日，《延边民报》改为《吉东日报》，成为中共吉东分省委机关报。
  - 延边地委：1947年2月3日：中共吉东分省委、延边专区撤销，成立中共延边地委，驻龙井，孔原任地委书记，宋一平任副书记，徐元泉任专员。地委常委孔原、宋一平、金光侠、徐元泉、徐绍华、谢扶民。地委委员还有：祝世凤、云青、雍文涛、陈坦、涂锡道、朱世焕、白栋材、饶斌、江天辉、杨中行。辖延吉、珲春、和龙、汪清等县。
  - 吉东地委/吉敦地委：1946年3月，为了加强领导，尽快把新解放区的工作开展起来，吉东分省委决定成立中共敦化中心县委，恢复额穆县建制。敦化中心县委下辖敦化、蛟河、安图和额穆4个县。中心县委机关驻在敦化。1947年3月23日，吉林省委发出通知，敦化中心县委改为吉东地委，石磊任书记，刘俊秀为副书记。地委常委，石磊、刘俊秀、邓克明、董昆一、陈发洪。地委委员还有：邱会魁、刘建平、袁功庭、张国震、高彩章、巩维明、方德鑫、陈东华、陈东平、方明。地委候补委员：赵东黎、肖茂荣、夏伯康、马运海。1947年4月1日，中共吉林省委决定，吉东地委改为吉敦地委，其辖区及驻地均不变。1947年9月，中共吉林省委决定，撤延边、吉敦两地委，成立吉东地委。下辖延吉、和龙、汪清、珲春、安图、敦化、额穆、蛟河8个县。地委机关仍驻敦化。1948年4月，中共吉林省委决定，吉东地委从敦化迁延吉。敦化、蛟河两县归省直属；撤销额穆县建制，其辖区并入敦化县。这样，吉东地委只辖其它5县。吉敦地委先后4任书记。1946年3月袁功庭任中心县委书记。1946年6月袁功庭改任组织部长，由吉东警备二旅政治委员袁克服任书记；1946年7月，袁克服因工作需要调回部队，由石磊（曹瑛）任书记；1947年9月，石磊调走，由孔原任书记。专员董昆一。
- 吉林省分委
  - 吉北地委：1946年2月，中共吉北地委、吉北专署在舒兰县成立。李梦龄任地委书记，武少文任专员。副书记兼组织部长李庭序、宣传部长邓力群。辖区为舒兰、德惠、榆树、九台等县。4月下旬，吉北地委与专署撤销，设立榆树中心县委。1946年7月13日，吉林省委在舒兰重新组建中共吉北地委（后）、吉北专员公署和吉北军分区，李梦龄为地委书记兼军分区政委，8月改任伍晋南为地委书记兼军分区政委，李梦龄任副书记，李庭序任组织部长。李梦龄、祝世凤、李俭珠任副政委。吉北专员公署专员武少文，副专员张同钰。辖舒兰、榆树、德惠、山河、榆南、九台、永北等县。
  - 吉林市委：书记申东黎，宣传部长高景之，民运部长朱济凡
  - 永吉地委：宣传部长邓垦
  - 吉南地委：1946年7月13日，吉林省委决定在蛟河县横道河子成立中共吉南地委、吉南专员公署和吉南军分区，杨尚奎任地委书记兼军分区政委，王效明任军分区司令员，蒋克诚、冯精华任副司令员，邓飞任第二政委，沈越任专员，组织部长申东黎。下辖永南（永吉南部）、桦甸、磐石、双阳、伊通等5县。但这时只剩下桦甸松花江以东的横道子（今蛟河市漂河镇）、桦树林子和红石砬子三个区以及磐石县辉发江南的一个区，其余地区全部被国军占领，形势十分严峻。在这种形势下，吉南地委明确提出建立敌后游击根据地的任务，要求在1946年底以前在敌后站住脚，开展敌后游击战争。
- 通化省分委：2月6日，中共通化分省委成立，吴溉之任书记。辖区包括：通化、辑安、柳河、临江、长白、抚松、濛江、金川等县 2月10日，东北局决定，为统一通化后方之建设与加强领导，中共通化分省委升格为中共通化省委，吴溉之任书记；2月16日，东北民主联军总部发布命令，原后方司令部改为通化保安司令部，任命何长工为司令员、吴溉之为政委。原抗日军政大学总校改为东北民主联军军政大学。2月19日，通化支队更名为杨靖宇支队，朝鲜义勇军第一支队更名为李红光支队。
- 辽北省分委： 2月9日，中共辽北分省委和省军区在东丰成立。周赤萍任分省委书记，万毅任军区司令员。 4月1日，中共辽北分省委机关刊物《辽北群众》创刊。4月19日，辽北省临时参议会在东丰召开，会议通过辽北省政府施政纲领，选出王焕文、李砥平为正副议长，选出省主席阎宝航（未到职）、副主席栗又文（未到职）等，正式组建辽北省政府。

1946年7月11日东北局决定撤销吉辽省委和吉辽军区，成立中共吉林省委和吉林军区，吉林省政府领导机构未作变动。7月13日至24日中共吉辽省委在敦化召开扩大会议，贯彻东北局《七七决议》，即敦化会议；东北局代表谭政出席会议并讲话，陈正人传达东北局《七七决议》并做《目前形势与今后方针》报告；会议根据东北局决定，将中共吉辽省委改为中共吉林省委，陈正人任书记，张启龙任副书记。吉辽军区改编为吉林军区，周保中兼任军区司令员，陈正人任政委，陈光、万毅为副司令员，张启龙为副政委。敦化会议规定在我区内的朝鲜居民是我国境内的少数民族。会议决定大整军洗刷精简了7000多人的坏分子与老弱。 
1946年8月17日，中共吉林省委、吉林省政府、吉林省军区机关自敦化迁至延吉，与吉东分省委、延边专署合署办公。8月29日中共吉林省委决定将《人民日报》、《吉东日报》合并，仍称《人民日报》，作为省委机关报；1947年3月1日更名为《吉林日报》。1946年9月2日中共吉东分省委与吉林省委合并，吉东专署与吉林省政府合并，吉东军区与吉林军区合并。吉林省委辖吉东、吉北、吉南三个地委。
1946年12月16日，东北局批准：吉林省委员会委员有陈正人、张启龙、周保中、陈光、万毅、袁任远、孔原、石磊、唐天际、周赤萍、栗又文、姜信泰、王效明、谭甫仁、刘居英等15人。省委常委陈正人、张启龙、周保中、赖传珠、万毅（唐天际代）。周保中、孔原分管民族工作。张启龙分管财经工作。袁任远任省政府党组书记。 
- 省委书记兼吉林军区政委陈正人
- 省委副书记兼吉林军区副政委张启龙，1947年3月调合江省。
- 省委民运部长孔原、副部长雍文涛
- 省委组织部长杨尚奎，副部长白栋材
- 省委宣传部长石磊（兼管城市工作），副部长李凡夫
- 省委社会部长于克
- 省委秘书长白栋材（兼管组织工作）
- 省政府党组书记袁任远

### 辽东分局（南满分局）
抗日戰爭勝利後，1945年8月26日邹大鹏、吕其恩率领的八路军胶东军区先遣支队渡海登陆辽东，8月27日占领庄河县城，成立民主政府。1945年10月12日，中共安东省工作委员会成立，萧华任省工委书记、东满人民自卫军司令员兼政委,江华、林一山、刘顺元任省工委副书记。刘澜波、吕其恩、黄凯、吴瑞林、王铮任省工委委员。省工委设组织部、宣传部，驻安东市郊东坎子造纸厂（今鸭绿江造纸厂）。八路军相继进占庄河县、凤城县、宽甸县。11月初，在苏军同意下，进占安东市，组建安東省民主政府、安东市委。
1945年10月在沈阳成立辽宁省工委，书记陶铸，副书记兼组织部长白坚，民运部长张逢时，工委委员张学思、朱其文、饶斌、吕东、孔原、陈郁、汪金祥、邓华，辖新民中心县委、铁岭中心县委、本溪市委、抚顺临时市委。1945年11月25日，原辽宁省工委副书记兼组织部长白坚率机关一部分撤出沈阳，在本溪组成辽宁省分委。
1946年1月11日，东北局发出《关于组织中共辽东省委的决定》：将安东、辽宁两省工委撤销， 统一组成中共辽东省委，萧华任省委书记，江华任第二书记。省委常委萧华、江华、程世才、白坚、张学思、刘澜波、罗舜初等7人。辖安东省分委与辽宁省分委。实际上辽宁省分委未成立，由辽东省委暂兼，白坚分管辽宁省工作。2月6日通化地委升为通化省分委，吴溉之为书记，王铮为副书记，隶属于辽东省委。1946年3月30日在沈阳、抚顺失守背景下，中共东北局决定撤销辽宁省分委、辽宁军区，所属第1、第2地委合并组成辽南地委归辽东省委直辖，三地委归安东省分委领导。1946年4月16日安东省分委撤销，由辽东省委直辖安东省各县。5月3日本溪失守，辽东省委、辽东军区、安东省政府，都汇集安东市。
由于四平战局也发生转向，1946年5月5日东北局发出《关于成立辽宁省分委及干部配备的决定》，决定将吉辽省委所属的辽北分省委和通化省委辖区以及辽宁省清原、兴京、抚顺、铁岭部分地方划为新的辽宁地区，在梅河口成立辽宁省分委，隶属辽东省委，同时组建新的辽宁军区、辽宁省政府。书记白坚，副书记刘汉生，张学思仍为省政府主席兼保安司令，解沛然为副司令员，白坚为政委，副政委刘汉生、副政委兼政治部主任刘惠农。省委委员刘汉生、刘惠农、解沛然、万毅、周赤萍、王铮、刘东元、连柏生、杜者蘅等11人，白坚、张学思、刘汉生、解沛然、刘东元为常委。张学思任省军区司令员，解沛然任副司令员，白坚任政委，刘惠农任副政委兼政治部主任。下辖通化、清原、西安三个分区，省直辖海龙、辉南、磐石三县，省府、省军区驻梅河口。中共通化省分委改为中共通化地委，辖通化等7县（市）委，划归中共辽宁省分委领导。西安地委辖西安等5县委。设清原地委。海龙、辉南县委直属省分委。6月省分委迁驻通化市。7月21日，为统一党政军机关领导，东北局再次调整辽宁省分委辖区及组织机构，将第三纵队与辽宁军区合并，决定罗舜初任省分委书记，白坚任副书记，程世才任军区司令员，张学思任第二司令员，罗舜初兼任政委，解沛然、刘西元任副司令员，白坚、刘汉生、刘惠农、唐凯任副政委，张学思仍任省政府主席。调整后下设4个地委，撤销通化地委，成立一（临江）地委辖4县委，二（西安）地委辖5县委，四（海龙）地委辖3县委，通化、辑安县委直属省分委，清原地委改称三地委。
6月22日中共辽东省委作出《关于成立辽南省分委的决定》，以林一山、吕其恩、周纯全、刘芝明（陈祖謇）、吴瑞林、李辉、陈一帆、郑自兴、张逢时为省分委委员，林一山为省分委书记，吕其恩为第二书记。辽南省分委辖一、二、五3个地委。一地委驻辽阳，书记杨春茂；二地委驻安东，书记吕其恩；五地委驻庄河，书记张逢时(后为焦若愚)。
1946年8月，形势越来越紧张，通化矿务局政委罗光泽参加了由萧华率领的经济代表团去朝鲜，协商将南满解放区的工业物资在战时紧急状态下转移朝鲜的问题。8月，东北行政委员会决定成立辽南行政公署，周纯全任主任、邹鲁风为副主任。行署驻岫岩，辖一、二、五专区。第一专区辖鞍山、辽阳、营口3市和辽阳、海城、营口、青城、岫岩、辽中、盘山、台安8县；第二专区辖安东市和安东、孤山2县；第五专区辖庄河、新金、复县、盖平、万福5县。10月，辽南行署撤至大连市郊。
1946年9月25日，东北各省市行政联合办事处发出命令：经东北行政委员会第五次会议决定，为统一南满地区行政领导，成立东北行政委员会辽东办事处，任命张学思为主任，刘澜波为副主任（后启用印鉴时改称正、副主席）。1947年1月1日在临江正式开始办公。
1946年10月一保临江，10月25日放弃安东市，辽东省委、辽宁省分委一并撤往临江。10月31日，东北局决定陈云担任辽东分局书记、辽东军区政委，萧华为副书记。陈云、肖劲光从哈尔滨出发，经图们、朝鲜于1946年11月30日抵临江，12月4日正式成立辽东分局。陈云任书记，萧华任副书记，委员有萧劲光、江华等。组织部部长兼社会部部长江华，组织部干部科副科长佟冬。宣传部长刘芝明，分局妇委书记吴仲廉。12月6日撤销辽东省委，辽宁、辽南、安东三个省分委升格为省委。1948年4月，东北局决定撤销辽东分局，将辽宁、安东、辽南三个省委及旅大地委改归东北局直属，陈云回到哈尔滨。
- 1946年1月成立安东分省委，由辽东省委兼。书记江华（兼），副书记刘澜波（主持工作）。辖区包括大连、金州、新金、复县、庄河、岫岩、凤城、安东、宽甸、桓仁等。1946年3月至5月本溪保卫战期间，4月16日安东省分委撤销，人员调归组建辽南省分委。新开岭战役之后，根据中共辽东省委的指示，成立了中共安东省分委和安东四地委。安东省分委在宽甸组建后，除领导所属各级党委开展敌后斗争外，还决定：由省分委民运部长高扬、武装部长张益民、省公安局副局长孙已泰、教育厅副厅长潘琪等人领导省分委敌后小分队，代表省分委、省政府在宽桓一带开展敌后斗争。1946年12月6日成立安东省委，省委书记刘澜波、副书记吕其恩，省委委员黄凯、高原、刘子载、高扬。1947年6月10日迁回安东市。1948年7月5日，东北局决定中共安东省委由江华、刘澜波、黄凯、程世才、刘子载、高扬、吕东、沙星澜、罗其南、吕其恩、孙已泰、王一伦、李涛、赵正洪、吴仲廉、伍晋南等16人组成。江华任省委书记，刘澜波任副书记兼省政府主席，原省府主席高崇民未到任。 
  - 安东二地委（1946年10月撤销）：位于安奉铁路以西
  - 安东三地委（原辽宁三地委）：位于抚顺、本溪的三角地区。
  - 安东四地委（宽桓地委）：新开岭战役之后，根据中共辽东省委的指示，成立安东四地委。10月24日至11月2日，国军将四地委所领导的4县全部占领，四地委组织各县全面展开敌后斗争。12月18日，四纵十一师和安东四军分区取得联系，经桓仁、八河川辗转来到宽甸，开辟了牛毛坞、永甸、太平哨、八里甸子等地，四军分区所属武装的活动有了依托。1947年2月，四军分区撤到朝鲜的武装返回宽东投入敌后斗争。5月23日桓仁守军弃城。6月7日收复宽甸、赛马两县。6月9日在车学藻率领的凤赛支队的配合下收复凤城县。6月10日收复安东市。
- 1946年1月11日成立辽宁省分委。辖辽阳、鞍山、辽中、台安、盘山、本溪、沈阳(北宁路南、长春路东)、抚顺、铁岭、兴京、海城、盖平、营口等县市。此时辽东省委兼辽宁省分委的工作。白坚兼任省分委书记。辖辽阳鞍山地委（一地委）、营口海城地委（二地委）、抚顺地委（三地委）、1946年3月30日国军占领鞍山，4月1日进占营口。1946年3月30日中共东北局决定撤销辽宁省分委、辽宁军区，所属第1、第2地委合并组成辽南地委归辽东省委直辖，三地委归安东省分委领导。5月3日国军进占本溪市，四平战局也发生转向。1946年5月5日东北局发出《关于成立辽宁省分委及干部配备的决定》，辽北省位于中东路以东的辖区与通化省合并，及清原、兴京、抚顺一部、铁岭等县，组成新的辽宁省分委、辽宁军区。书记白坚，副书记刘汉生，张学思仍为省政府主席兼保安司令，省委委员刘汉生、刘惠农、解沛然、万毅、周赤萍、王铮、刘东元、连柏生、杜者蘅等11人，白坚、张学思、刘汉生、解沛然、刘东元为常委。张学思任省军区司令员，解沛然任副司令员，白坚任政委，刘惠农任副政委兼政治部主任。下辖通化、清原、西安三个分区，省直辖海龙、辉南、磐石三县，省府、省军区驻梅河口。1946年7月上旬，重建辽宁军区，由第三纵队兼，程世才任司令员，张学思任第二司令员，政治委员罗舜初。1946年11月，中共东北局决定，辽宁军区与东北民主联军第3纵队分编。1946年12月6日，辽宁省分委改称辽宁省委，以白坚、张学思、刘汉生、解沛然、刘惠农、王铮、杜者蘅、连柏生、王子文等为省委委员，以白坚为书记，刘汉生为组织部长，王铮为民运部长兼宣传部长，白坚兼任财经委员会书记。1947年6月机关从临江迁梅河口。1948年7月辽宁省委撤销，辖区一部分划给辽北省，一部划给安东省，辽南省改称辽宁省，驻瓦房店。
  - 第一分区（通化）：临江、抚松、长白、靖宇4县以及通化、集安。书记王铮/郭维仁。1946年2月6日，东北局决定通化地委改为通化省分委，划归辽东省委领导。2月10日成立，书记吴溉之，副书记王铮。1946年5月17日通化省分委改为通化地委，隶属于辽宁省分委。地委书记为王铮/郭维仁，张益民为副书记兼组织部长，张志飞为一专署专员，刘昆林为副专员兼抚松县长。原通化省委委员改为地委委员，原通化省委干部改为地委干部。辖临江、抚松、长白、濛江等县。谢风山为一分区司令员，郭维仁为政委，李金才为副司令员，程广文为副政委兼政治部主任；1946年7月11日，通化、柳河、集安、濛江县、临江、抚松、长白各县由辽宁省分委划归安东省分委。
  - 第二分区（辽北）：原为辽北省路东的二分区。1946年5月18日在西安（今辽源）成立辽宁省二地委、二专署、二分区。地委书记兼第一政委李砥平，专员魏震五（未到职），司令员管松涛，第二政委何善远，副司令员李士廉，政治部主任黄鸣清，地委组织部长霍明，二专署副专员王树人。辖西安、西丰、东丰、开原、梨东五县。管松涛率第20旅的4个连组建了辽宁二分区独立团。1946年7月增加清原县和沈铁抚县，二分区拥有地方武装队伍2000多人。1946年6月初，驻开原的国军第71军第91师、交警部队第13、第14总队等部扫荡辽宁二分区，分区独立团抵抗进攻。7月21日  中共中央东北局重新调整辽宁省分委辖区和组织机构，决定以罗舜初任省分委书记，白坚任副书记，将通化行署与辽宁、辽北两省撤至通化的部分机构和人员合并，组成新的辽宁省政府。省府驻通化，下辖4个专区，1个直属市，19个县。第一地委、军分区、专署 (辖临江、抚松、长白、静宇县)，以郭维仁为书记兼政委、谢凤山为司令员、张志飞为专员；第二地委、军分区、专署 (辖东丰、西丰、西安、开原、梨东县)，以李砥平为书记兼政委、管松涛为司令员、王树人为副专员；第三地委、军分区、专署(辖新宾、清原、抚顺、沈阳、铁岭县)，以王一伦为书记兼政委、王振祥为司令员、李涛为专员；第四地委、军分区、专署 (辖海龙、辉南、柳河县)，以焦若愚为书记兼政委、王叙坤为司令员、李青为专员。省直属通化市，通化县、辑安县。东北民主联军主力部队三纵九旅在二分区部队的配合下于1946年10月2日奔袭攻克了西丰县城，毙伤俘团长以下1300余人。10月7日，国军向辽宁二分区报复性扫荡。10月26日，二分区被迫放弃西丰、西安地区，先后转移到通化、临江的八道江休整。1946年11月上旬辽东军区、中共辽宁省分委决定充实和调整辽宁二地委、二分区的领导班子，李砥平任地委书记兼分区第一政委，辽东军区独立第3师师长彭龙飞兼任分区第一司令员，管松涛改任分区第二司令员，何善远任分区第二政委，副政委刘振华，分区参谋长杜荣民，辽东军区独立第3师（原辽宁保安第3旅）师部及第7、第8团与辽宁军区第二军分区合并，第9团编入杨靖宇支队。辽宁省分委解决了二分区的武器装备与家属安置问题，坚决要求二地委二分区重返敌后的沈吉路南游击区坚持斗争。11月19日，李砥平、管松涛、何善远等率领地直机关干部、军分区部队、各县县大队启程重返敌后。12月7日至9日，管松涛带领军分区部队和各县县大队先后从清原的草市、南杂木越过沈吉铁路，击溃了开原曾家堡子等处的国方清剿队。12月10日，军分区部队先后袭击了李家台、夏家堡子据点，在李家台召开地委干部会议，研究如何广泛开辟游击区。1946年12月增设海柳清联合县。1947年1月7日，分区第一司令员彭龙飞、副政委刘振华率领辽宁军区独立第3师师部及7团、8团的1个营插到沈吉路北，在开原曾家寨一带与管松涛、何善远会合。先后歼灭了西丰老营厂、野鸡背、开原松山堡的清剿队。分区部队和各县县大队克服了许多困难，终于在敌后站住了脚，还开辟了沈吉路北、清河沟北、四梅路北等游击区。二分区先后攻克敌据点68处，歼灭敌人3000多人，缴获长短枪1553支，电台4部，分地33 246亩，锄奸89名，爆破桥隧输电线，使四梅铁路多次停运，牵制国军第88师、207师、独10师、青2师、交警13、14总队及各保安团等1.7万余人在辽宁二分区境内。1月20日  解放区辽宁省政府发布《为应付目前斗争改变区划的命令》，决定撤销第一专区，其所辖的临江、长白、抚松3县归省政府直接领导，靖宇县划归第四专区。同时决定，由通化市、通化县、辑安县和海柳清联合县组成新的第一专区。此次调整后，全省共辖1市、3个专区、16个县。1947年5月13日开始的夏季攻势中，于1947年6月1日收复清原和西丰，6月3日配合三纵第7师、第9师、辽宁独立2师收复西安，二分区与后方连成一片。1947年6月3日机关迁入西安城内。1947年7月，辽东军区独立第3师师部及7、8团编入第四纵队；彭龙飞也同时调任辽东军区独立第2师师长。辽宁二分区只剩下独立团。1948年1月，辽宁军区决定以辽宁二分区独立团和沈铁抚联合县保安团为基础，成立辽宁军区独立师，管松涛任师长。1948年2月21日  解放区辽宁省政府决定撤销第一、四专区，将其所辖各县收归省政府直接领导。调整后，全省辖1个市、15个县、1个办事处。1948年7月改为辽北省三地委、三专署、三分区。7月6日  中共中央东北局决定撤销原辽宁省委。 1948年11月撤销。
  - 第三分区：1945年12月成立的抚顺市委，书记吴亮平（45.12-46.02)、饶斌、王一伦（原沈阳市委副书记），副书记兼组织部长刘子载，副书记兼炭矿部长王新三，市长兼保安司令李涛，民运部长方华，社会部长严佑民，中苏友好协会会长刘金声，公安局长孙培臣，保安副司令刘子仪。同时成立抚顺县委，县委书记张澍，组织部长赵向，宣传部长崔智，县长徐长村，县大队长时运广，副大队长谢斌。1946年3月22日国民党军占领抚顺、辽阳后，成立沈阳县委，焦若愚负责组建，沈阳县委于4月初在唐家台(姚千户屯以东)成立，县委书记朱鸿祥(任职3天后离开)，副书记郭洪林兼组织部长，宣传部长沈流，民运部长朱明，县长华春，副县长纪刚，公安局长张荣轩，县保安团团长张志超，副团长阮兴新，辖4个连队，活动地区是沈抚铁路以南、沈本铁路沿线两侧和抚顺县以西地区。1946年4月7日，国民党五十二军第二十五师从抚顺方向，新六军新十四师从辽阳方向进攻本溪。1946年4月中旬在新宾永陵成立辽宁三地委、三专署、三分区。党政军领导机关及工作部门由沈阳市委南郊分委、抚顺市委、本溪市委组成，人员组成有：抚顺市委在撤出城市时带出300多名干部和知识分子，带出的原抚顺三分区的3个团和1个工人大队约4000多名指战员；本溪市委带出800多名干部、知识分子和青年学生，本溪保安司令部的1个团(6个连），1个工人大队，共1000多名指战员。此外还有沈阳县、本溪县、新宾县、清原县的保安团及县大队1000多人。在地方干部中的科以上干部、部队中的连以上干部大多数是关内来的。书记王一伦，副书记杨春茂（原本溪市委书记）兼组织部长、副书记刘子载兼宣传部长，民运部长方华，社会部长王屏兼公安局长，城工部由刘子载、佟云负责，秘书主任佟云，专员李涛（原抚顺市长），副专员陈北辰兼公安局长、任仲夷，秘书科长王常炎，财粮科长刘洪涛，民政教育科长沙延续。司令员王振祥，政委王一伦，第二政治委员焦若愚，副司令员张捷勋、刘子载，参谋长李飞，副参谋长曹公和，政治部主任丁铁石、供给处长李发一。基干一团团长徐荣友（徐东），政委何丁（何德全）、副团长文斌、政治处主任武锐。辖沈阳县、抚顺县、沈抚铁县、本溪县、新宾县、清原县。1946年7月清原县和沈抚铁县划归二分区。1946年10月改归安东省分委领导，辖本溪县、新宾县、沈抚县。原地坚持了平顶山、红庙子、三块石、外三堡的4块敌后游击根据地。1947年12月，王振祥、曹公和带走基干一团、基干二团，并以此为基础组成了南满独立三师（五纵十五师）。1948年2月李飞又带本溪县保安团编入下一个南满独立三师（第165师）。1948年9月以三分区基干的第一支队、独立二团、抚顺保安团等组建赵国泰独立第14师。1948年5月4日，三军分区部队拔掉了救兵台据点，守军207师加强营营长、副营长及近400名官兵被俘，边沿区的军事形势有了明显好转。1948年7月撤销三地委，各县由安东省委直接领导。
    - 本溪县：本溪保安司令部下属的工人大队编为本溪县保安团，李飞/赵俭为团长，县委书记汪之力兼政委。活动在和尚帽子山、草河掌地区。1945年11月，徐德友、李振环在本溪煤铁工人中组建起由共产党领导的本溪县保安大队，下设9个中队，人数达千余人。12月，市、县分开，从县保安大队抽调6个中队共650人到市保安司令部，余下4个中队分驻在市区、小市和草河口，人数达五六百人。年底进行整编，县大队直属3个中队、1个侦察排共349人，下辖6个区中队301人，共计650人。大队长徐德友，政治委员由县委书记汪之力兼任，副政治委员李振环（后为毛朗明），政治部主任毛朗明、副主任刘厚忠。1946年4月，本溪保卫战期间，在本溪县香磨整编，从县大队抽调2个中队200人、区中队100人，补充主力部队。同时，又有345名新兵入伍，分别编入县、区两级保安队。县大队保持2个中队的编制，增设连山关、清河城2个区中队，本溪县8个区，各区保持30—50人的区中队，县、区武装扩充到687人。5月，国民党军占领本溪市区后，县大队和区中队抽调210人补充主力部队三纵队九旅。县大队以警卫排为基础重编一中队，本溪市公安武装60人拨给县大队编为二中队，县大队仍为两个中队，计346人、533支枪。大队长徐德友、副政治委员李振环调第三军分区，另派何书成任大队长，毛朗明任副政治委员。6月底，根据辽东三地委指示，县大队与本溪保安司令部工人大队合编为本溪县保安团。7月中旬，本溪县保安团成立。赵俭任团长，县委书记汪之力兼任政治委员，政治部主任毛朗明、副主任刘厚忠。原县大队的两个中队改编为二、三连。每连70余人，有步枪60余支、轻机枪1—2挺。7月下旬，驻赛马集的民主联军四纵队十一师把更换的装备300余支步枪、6挺轻机枪、3万发子弹拨给县保安团，弥补了县、区武器不足。8月下旬，在安奉（今沈丹）铁路上担任军车护送任务的本溪矿山工人大队第一中队，根据安东军区的命令并入本溪县保安团，编为第一连，原工人大队大队长施宝琳任县保安团副团长。同时，由碱厂、蓝河峪地方武装组建第四连，团直增加1个侦察排、1个卫生队。9月初，保安团人数达557人，枪517支；6个区中队334人、枪394支。10月，保安团整编为3个连、393人，区中队尚有30余人。11月，副团长施宝琳带一连在转移中与敌人遭遇，被敌人包围时临阵脱逃。此时，保安团尚有300余人。经过整顿，挑选98人补充主力部队，保安团只留二、三连及通信、侦察排，共280人。此时，许宴波任团政治处特派员。第三军分区派独立一团参谋长徐彪任县保安团副团长，并将南芬武工队的40余人编为第四连。1947年3月，第三军分区直属的通信人员30多人编为县保安团新一连。6月，全团4个连队和侦察、通信2个排，共410人。8月，许宴波调任草河口区委书记。10月，毛朗明任副政治委员，刘厚忠任团政治处主任、李英华任副主任。保安团增配三十節式重機槍，组建了重机枪队。同时，军分区命令刘厚忠带领四连和侦察排二班补充五纵十四师。1948年2月，县保安团在田师傅休整期间，又重新组建了第四、五连。军分区拨给两门“八二”迫击炮，与重机枪队组成了机炮队。此时，全团共辖5个步兵连、1个机炮队、1个侦察排、1个通信排、1个大车队，计800人。同月，县保安团征新兵400人，总兵力1200人，并成建制的与安东军区警卫团第二营、新宾县保安团1个连合编为安东军区独立一团。1948年4月，更名为辽东军区独立三师第七团。东北解放后又先后更名为东北军区一六五师四九三团、二0八师六二二团，担负过沈阳、北京的卫戍任务。本溪县保安团编入安东军区后，根据安东三地委指示，将县内各区中队（南芬、小市除外）集中到县，新组建本溪县保安大队，由原副团长许彪任大队长，县委书记汪之力兼任政治委员，下辖2个步兵连和1个侦察排，共400余人。县保安大队重新成立后，一直坚持在本溪边沿区敌后作战。1948年10月30日，参加解放本溪的战斗，进城后担负警卫任务。11月，县大队部及步兵第二连调抚顺编入一六三师，留下的步兵第一连与从北满调来的1个连和1个矿山工人武装合编为本溪市公安大队。1947年8月—1948年2月，本溪县保安团在半年的剿匪战斗中，共组织兵力7788人次，发动大小战斗49次，毙敌28人，伤敌47人，俘敌225人；缴获机枪3挺、步枪255支、子弹9965发、手榴弹106枚、战防炮1门、炮弹30发、骡马150匹、马车20辆。1947年7月至解放前夕，本溪县保安团、保安大队在敌边沿区的袭扰斗争历经大小战斗近20次，毙敌70人，俘敌240人，缴获轻机枪5挺、步枪349支、六0炮4门、骡马52匹及大批粮食和其它物资。
    - 新宾县：1945年11月上旬，刘曾浩和岳仲轩、杨鉴远、蔺景春、王启芳、刘哲等7名干部，由三五九旅团政委彭云清和副团长兰苹带领两个连由抚顺乘火车到达清原。之后，由清原县长任之平打电话给新宾县维持会长杨世英正式通知:我东北民主联军派专员前去接收新宾。11月20日，岳仲轩和刘曾浩以民主政府县长和东北民主联军接收专员的身份向新宾进发。21日，杨世英率领伪维持会职员和各界人士约百人赶到后仓，打着欢迎旗，迎接到达新宾镇。太行、冀中和胶东抗日根据地调来一批干部。县委书记刘曾浩，县长岳仲轩，民运部长黄文，庞然(组织部长)、彭云清(三五九旅团政委)、孙怀文(县大队长)、陈法平(县大队副政委)、路克礼(宣传部长)、张连顺(公安局长)、宫霞光(四区区委书记)，贾英为县工会主席等。12月上旬，召开了县政治协商会议。县大队参谋长刘逊德；大队下设三个连，内有一个朝鲜连。10月11日，第五十二军从抚顺出发奔向永陵，另一股国民党军队从清原方向进逼新宾县城。四纵队十师、十一师和三分区地方基干部队均在永陵一带阻击敌人三昼夜的激战。新宾县西部由庞然、张连顺、宫霞光等组成县分委与地委、军分区直接联系，联合作战。县委、县政府机关和军分区基干二团(原县大队已补充主力部队，二团成为新宾的基干武装)，由刘曾浩和岳仲轩、黄文以及二团团长杨树明，政委赵尚红带领，背靠岗山，以红庙子、英盈、四道沟、响水河子、拐磨子一带作为敌后斗争基地，坚持游击战争。1947年6月2日收复新宾镇。
    - 沈抚县：1946年7月12日，经辽东三地委批准，沈阳、抚顺两县合并为沈抚县，8月1日在五百牛录堡子（今救兵乡五牛村）召开两县合并大会。沈抚县委由张澍任书记，郭洪林任副书记兼组织部长，沈流任宣传部长，崔智任民运部长，华春任县长，张荣轩任公安局长，张志超任基干三团团长，参谋长徐嘉扬（不久牺牲），谢斌任副参谋长，赵向任政治部主任。原抚顺县县长徐长村、抚顺县大队队长时运广、沈阳县委民运部长朱明、沈阳县副县长纪刚均调走，不久(约一个多月)，沈流、崔智、赵向也调走。沈抚县委由张澍、郭洪林、华春、张荣轩、张志超5同志为委员(没有设常委)，大体分工是:张澍主管全面兼基干三团政委，郭洪林主管党群组宣工作兼基干三团副政委，华春主管政府工作，张荣轩主管公安及城工工作。基干三团是由原沈阳县保安团3个连和原抚顺县大队两个中队合并组成，整编充实为5个连和1个机炮排，人数约600人;连同各区区中队及地方干部，总人数约1000余人。10月初沈抚县委在金斗峪村召开了紧急扩大会议1946年12月针对三分区，特别是沈抚县，进行了第一次大扫荡；四纵队三个师向敌后实行迂回穿插，四纵10师攻克碱厂、平顶山、苇子峪，同时三分区、沈抚县军民配合主力部队12师强攻救兵台(未克)，造成要攻占抚顺的声势。

  - 第四分区（海龙）：1946年7月21日，在辉南县样子哨成立，领导海龙、柳河、辉南县政府。王叙坤为司令员、焦若愚为政委，夏得胜为副司令员，崔岳南为副政委兼政治部主任，邹群峰为地委组织部长，李青为四专署专员。1946年11月增辖靖宇县。驻地先在柳河县凉水河子，后又到辉南县朝阳镇，于1947年6月又迁至海龙县城。1948年3月撤销。
- 1946年6月22日成立辽南省分委。驻岫岩县城，归辽东省委领导，林一山与吕其恩分任第一、第二书记，分省委员周纯全、陈祖謇、吴瑞林、李辉、陈一帆、郑自兴、张逢时；政权机构为辽南行署，主任周纯全（1947年4月3日就任，兼省委副书记），副主任邹鲁风；军事上为辽南军区，政委林一山，司令员吴瑞林。辽南省分委下辖一、二、五3个地委。1948年7月6日辽南省委改为辽宁省委。书记张秀山，副书记林一山，张学思、陈奇涵、陈一帆、王铮、李亚光为省委常委。7月11日  东北行政委员会发布命令：将原辽宁省与辽南行署区合并，称辽宁省；将原辽宁省政府与辽南行政公署合并，称辽宁省政府。同时将原辽宁省所辖的部分地区分别划归安东省和辽北省。合并后的辽宁省共辖2个专区、4个市、14个县。省政府驻瓦房店市。9月1日，新的辽宁省政府正式办公，张学思任省政府主席，杜者蘅、邹鲁风为副主席。下设民政厅、财政厅、农业厅、教育厅、工业厅、商业厅、公安厅、邮电管理局、工矿管理局、公路管理局、税务管理局、粮食局、铁路管理局、电业管理局和东北银行辽宁省分行。8月7日  新的中共辽宁省委正式办公。省委下设秘书处、组织部、宣传部、民运部、社会部、城工部、财经委员会、妇女工作委员会、干部学校（党校）和辽宁日报社。同年10月后，增设党报工作委员会、青年工作委员会。
  - 一地委驻辽阳，另辖海城、营口、岫岩、青城。鞍山、营口失陷后，1946年4月4日设立辽南地委。6月22日改称辽南第一地委。地委第一书记陈一帆，地委第二书记高扬。1946年8月杨春茂任地委书记。地委委员：刘云鹤（专署专员）、杨克冰（地委民运部长）、宋洁涵（地委组织部长）、赵君哲（地委宣传部长）、郑志兴（地委社会部长）、叶声（分区司令员）。辖辽阳市委、鞍山市委、营口市委、辽阳县工委、台安县工委、盘山县工委、海城县委、青城县委、岫岩县委。后设立营口县委，在岫岩开办辽南公学，培养撤出的干部。
  - 二地委驻安东，另辖安东市直属区、孤山
  - 五地委驻庄河，另辖新金、复县、盖平、万福等县。书记李辉，副书记张逢时。不久焦若愚任书记。组织部长林辉山，宣传部长刘金声，专员阎志遵，司令员翟毅东。
  - 辽南省委干校（对外称金县职工干部学校）：1947年2月至3月辽南省委在“岗边”设立，培训撤退干部。校长萧文/焦若愚，副校长杨克冰、林辉山。

1949年4月21日，東北行政委員會發佈建民字第15號命令，對東北地區各省市的行政區劃建制，重新做了調整，撤銷了安東省建制，北部劃歸吉林省，南部與遼寧省合併，成立遼東省。辽宁省委书记张秀山，省委副书记兼军区政委林一山，副书记白坚，省长杜者衡。
1946年3月成立辽东省委，4月从本溪撤退到凤城县、安东市，安东省分委并入辽东省委，1946年5月6日起《安东日报》（创刊于1945年11月22日）改为《辽东日报》，接续《安东日报》期数为第148期，版面由四开改为对开大报。1946年10月24日在安东市出版最后一期。1947年春，在陈云等领导的关心下，一度停刊的《辽东日报》与1946年夏在通化创刊的《辽宁日报》合并，并于1947年5月18日转移到通化市以《辽东日报》出报，接续安东市最后一期《辽东日报》的期数，为中共辽东分局机关报。社长陈楚，副社长胡绍祖（延安抗大干部、《辽宁日报》社长）、白汝瑷。1947年8月28日，陈云在辽宁省委群工会议上指出：“不论是开会、油印和铅印文件，都不如运用党报的作用大。运用党报推动工作的好处是：广泛、迅速、确实。”“谁不好好运用党报和通讯社，谁就会在这个时代的工作中落后。”《辽东日报》《安东日报》和《辽南日报》合并。1949年5月20日，《安东日报》改为辽东省委机关报《辽东大众》。